# 摩尔多韦亚努峰
摩尔多韦亚努峰 (羅馬尼亞語： 發音：[moldoˈve̯anu])海拔2,544公尺，是罗马尼亚最高的山峰，位于阿尔杰什县，属于南喀尔巴阡山脉。
距离最近的市镇是山北侧的维多利亚。

## 相片集

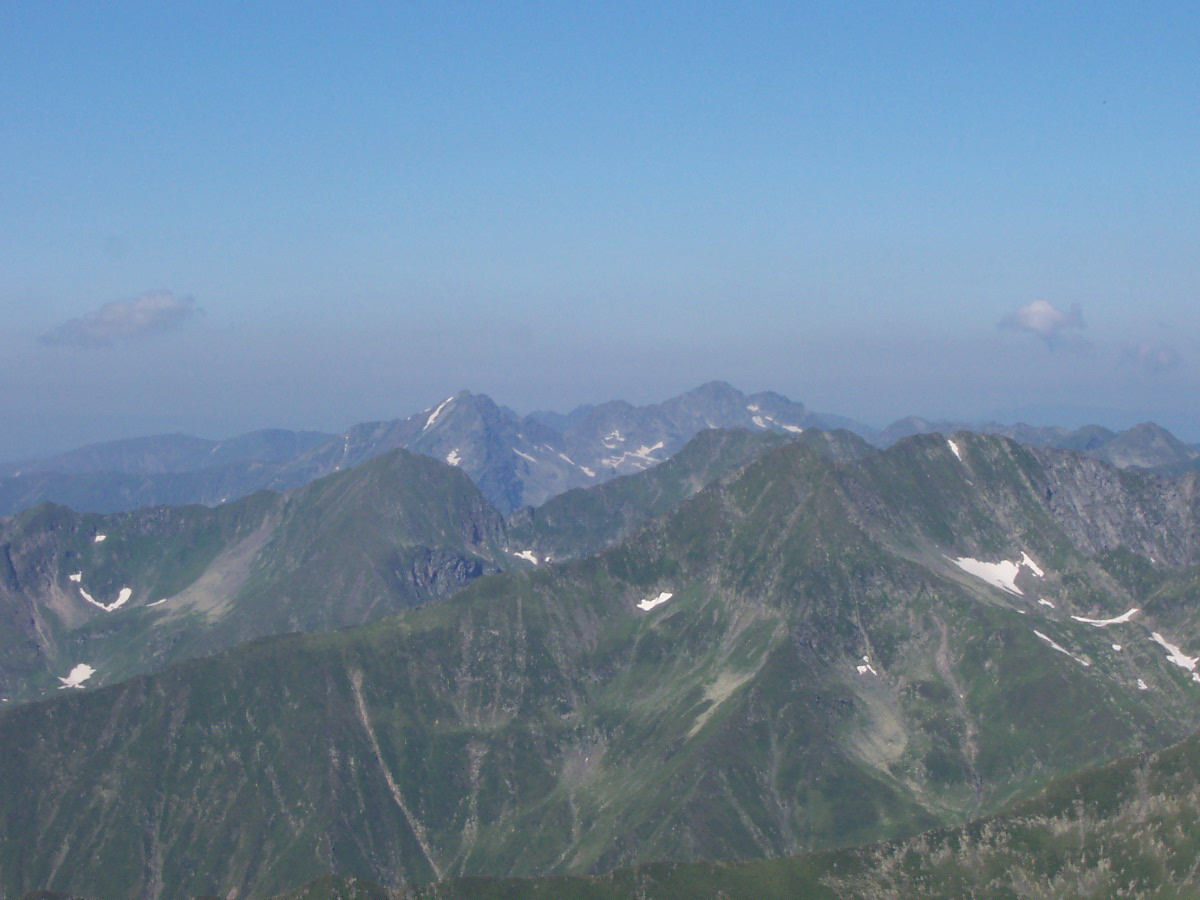
鳥瞰摩爾多韋亞努峰及周邊地區
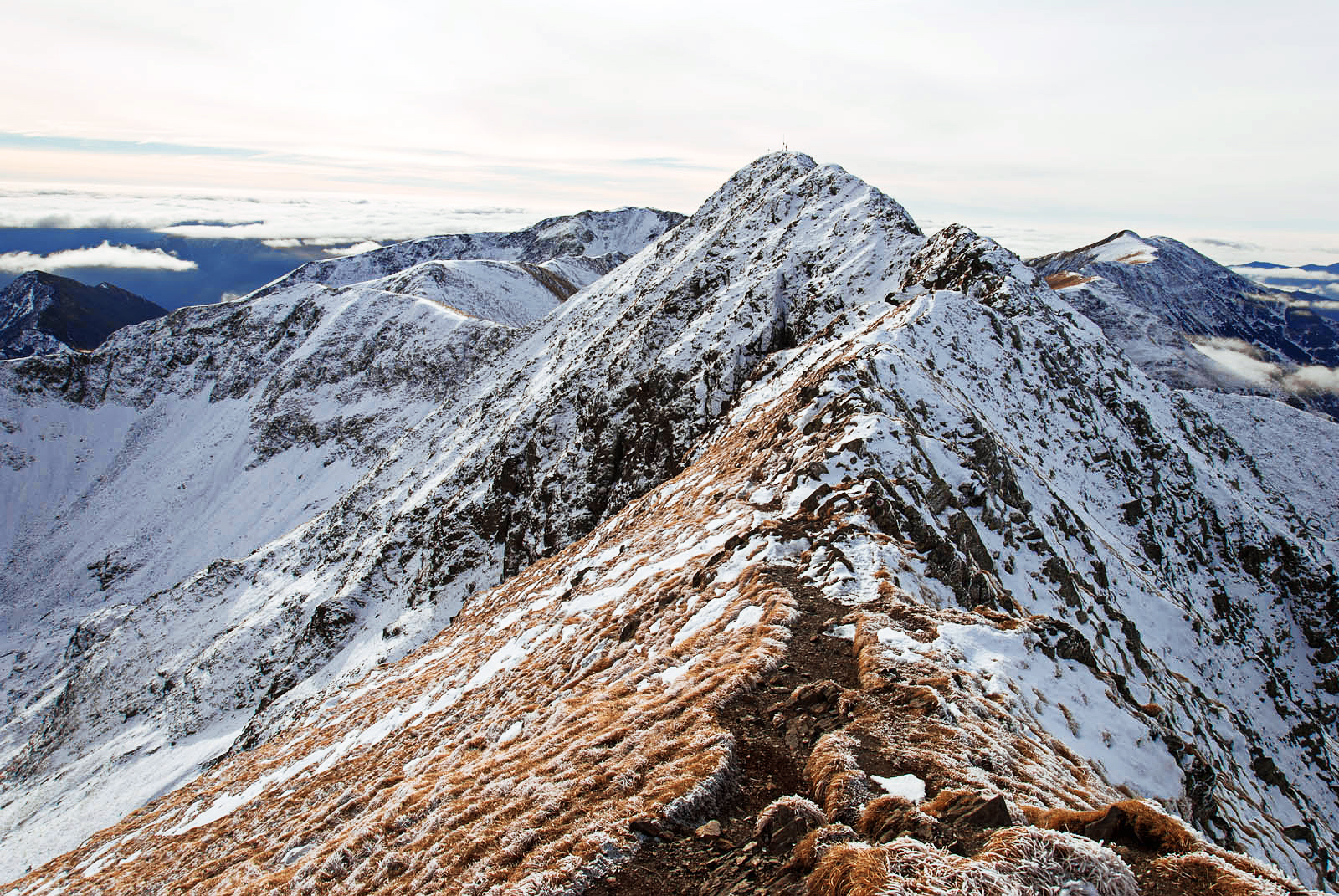
自山脊觀看摩爾多韋亞努峰
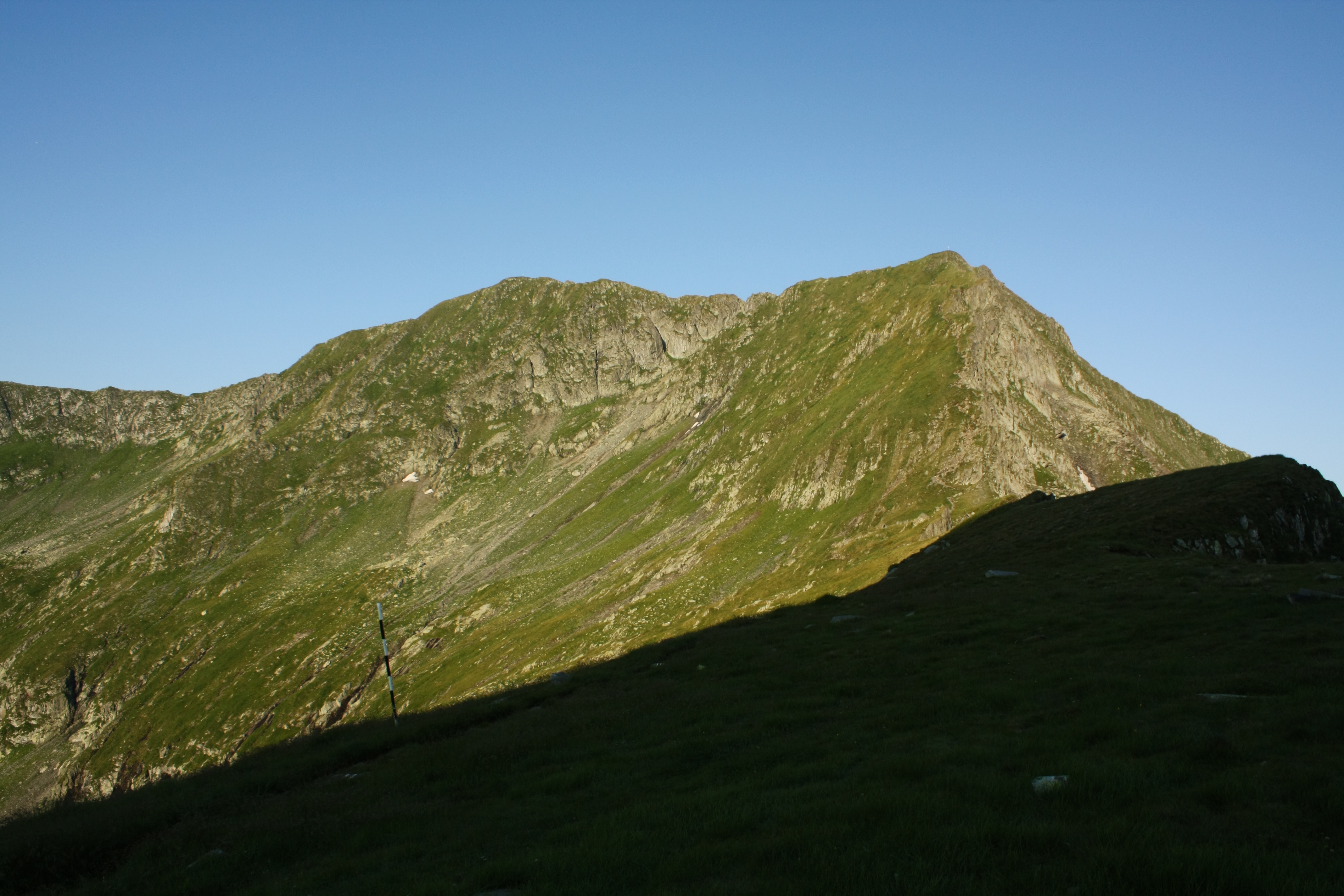
摩爾多韋亞努峰與Viștea Mare
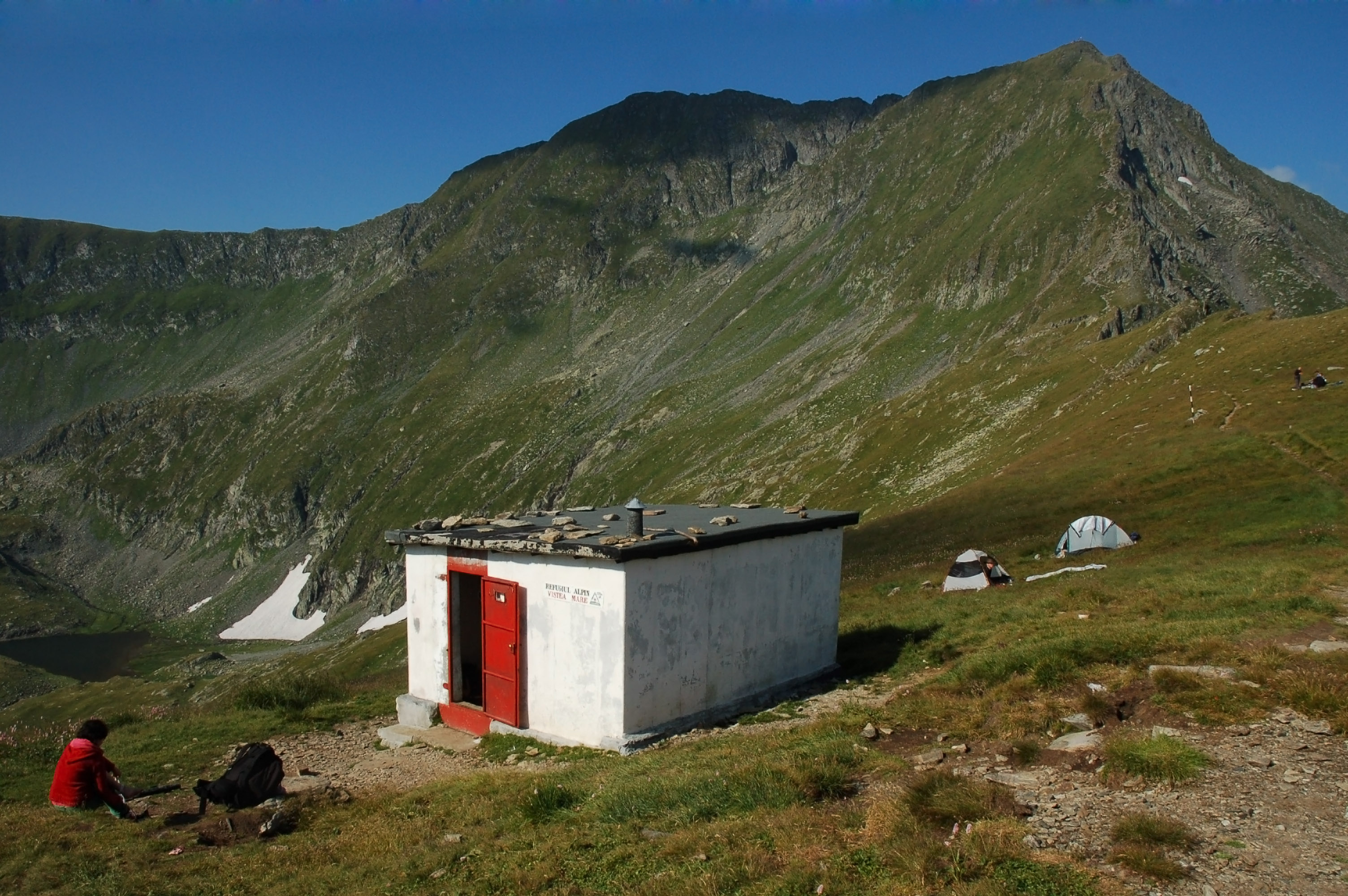
自Refuge Vistea眺望摩爾多韋亞努峰南側（左）與Viștea Mare（右）
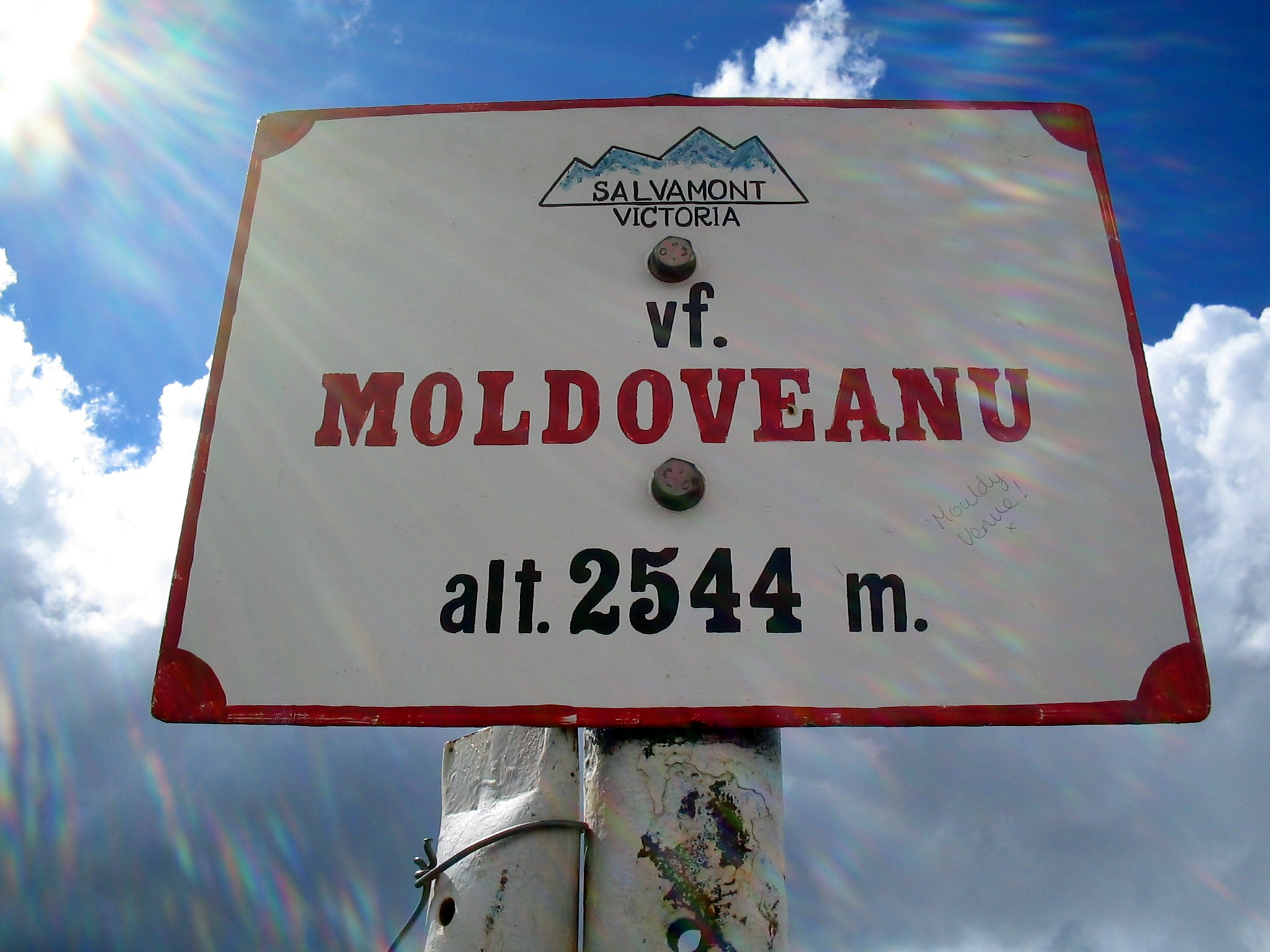
頂部的高度標記
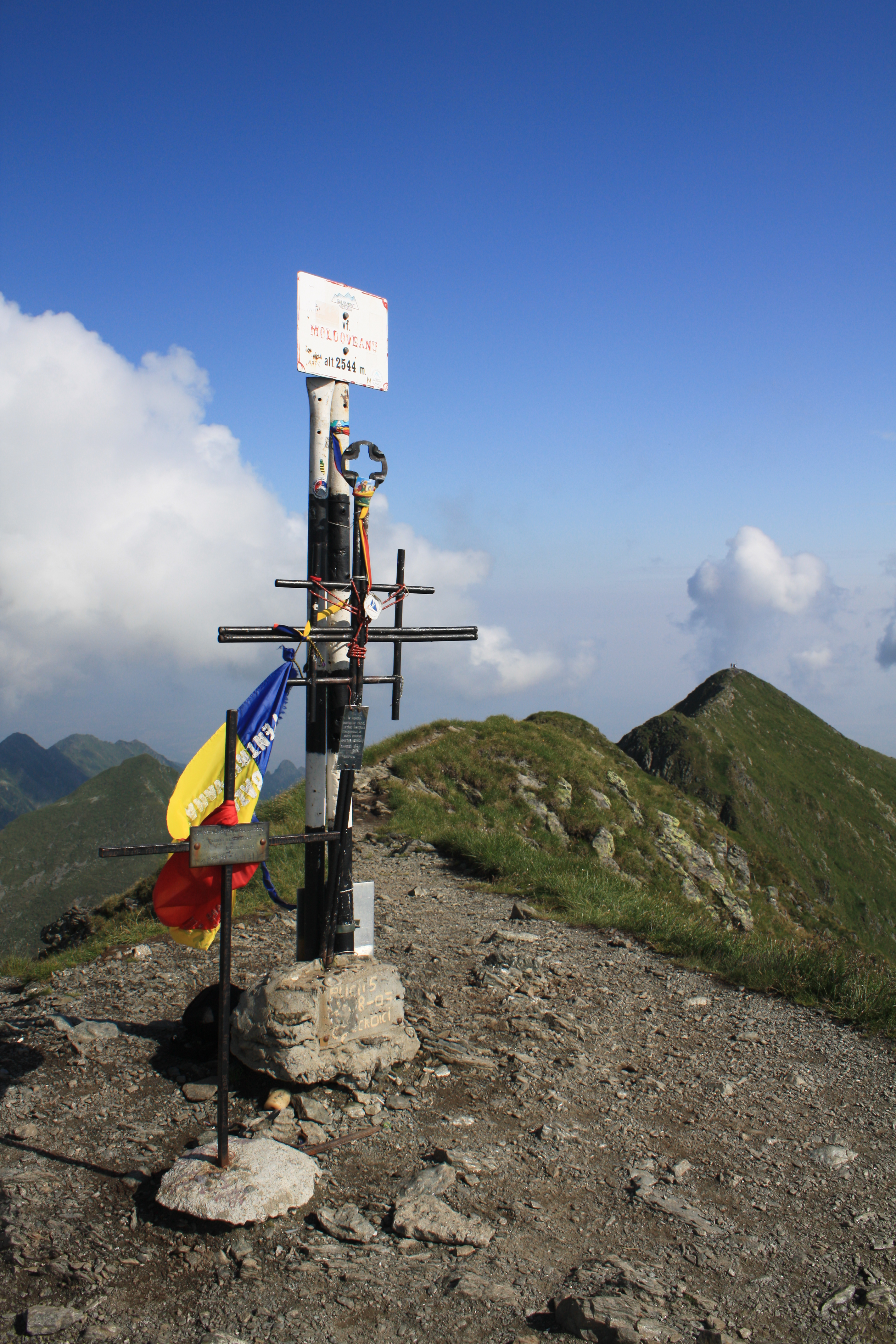
摩爾多韋亞努峰頂
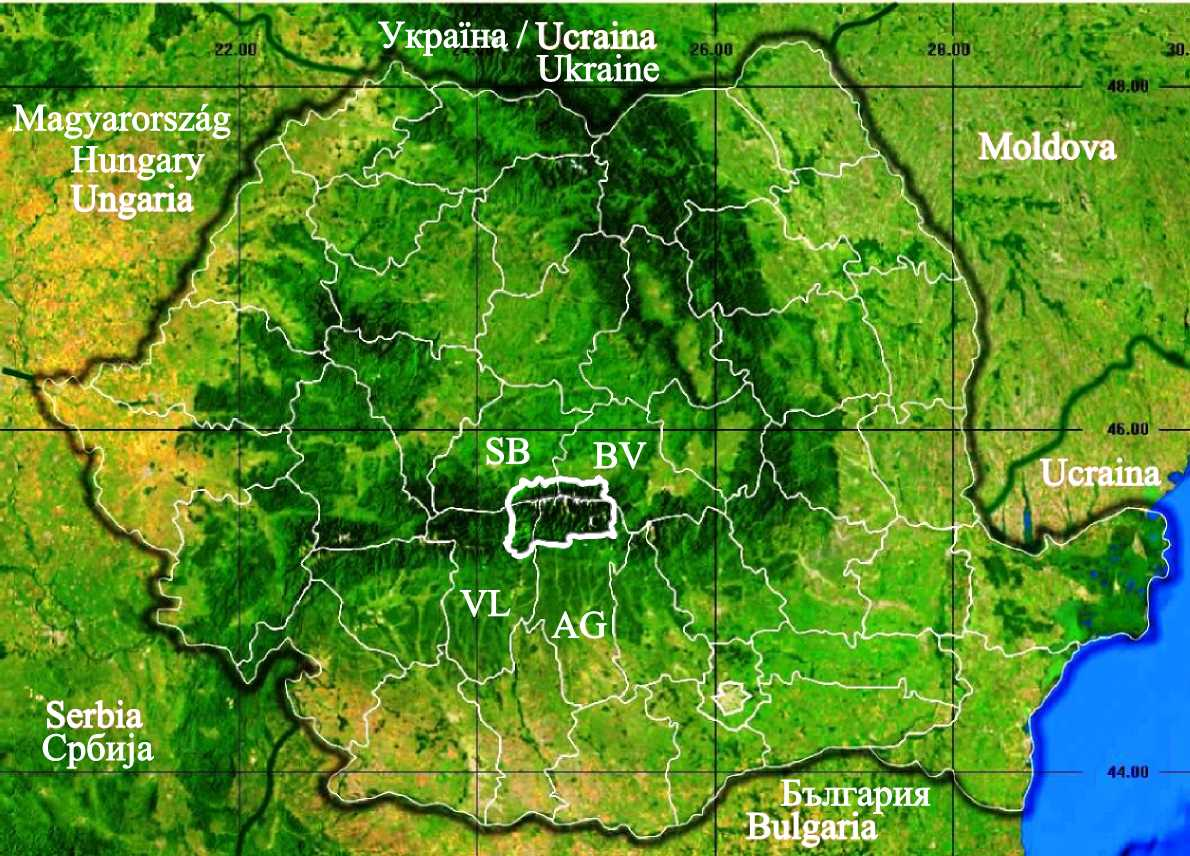
羅馬尼亞地圖上的弗格拉什山脈
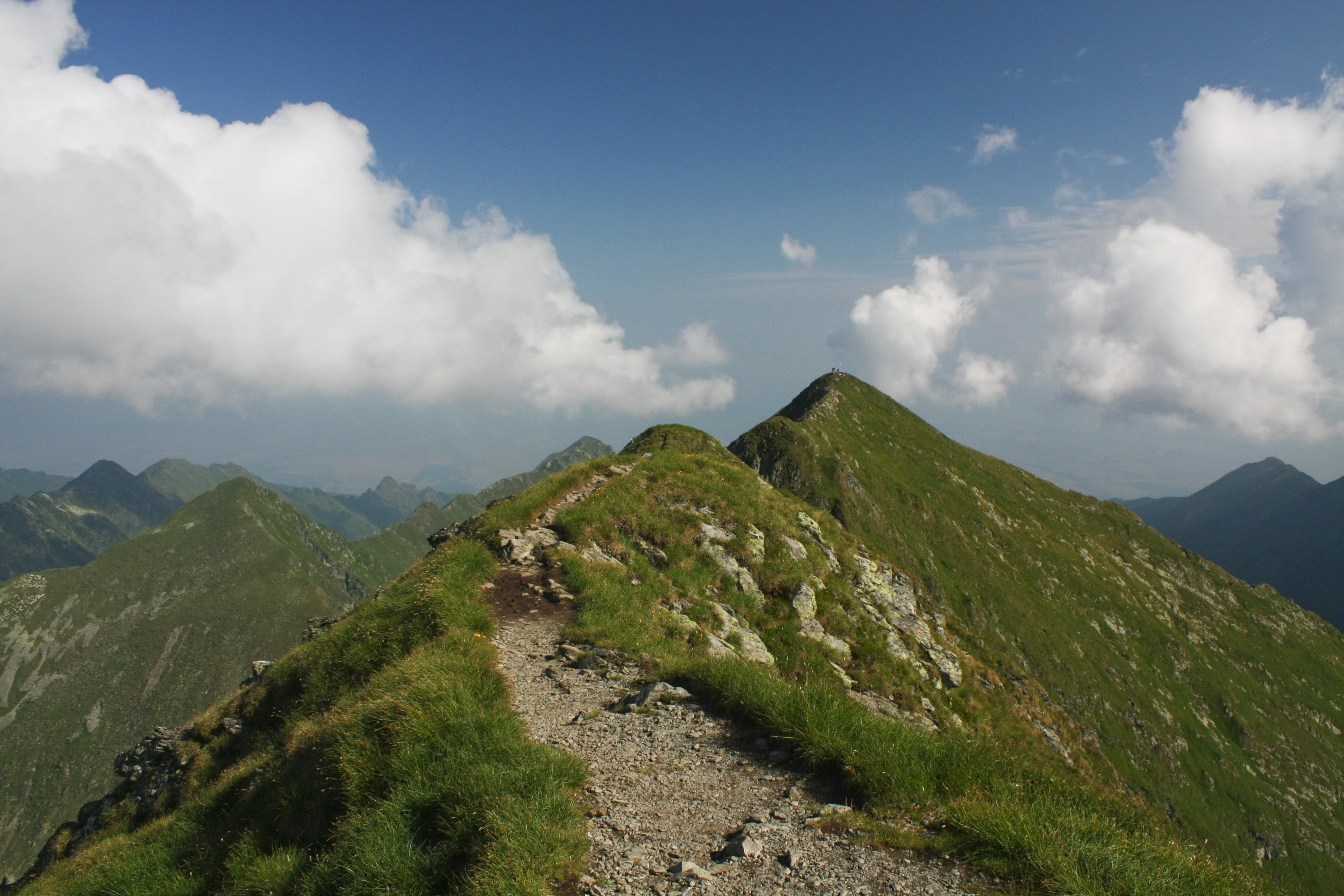
自摩爾多韋亞努峰觀看Viștea Mare